# Idioma joloano
El joloano (Bahasa Sūg) es una lengua bisaya hablada en la provincia de Sulú en Filipinas. También se habla en Malasia e Indonesia.

## Alfabeto

### Consonantes
Todos los consonantes no glotales se puede geminar.
- p, t, k
- - (a veces se escribe como ’)
- b – Se pronuncia como [b] al inicio de la palabra y como [β] en todas las otras posiciones.[1]
- d
- g – Se pronuncia como [g] al inicio de la palabra y como [ɣ] en todas las otras posiciones.[1]
- d
- j – Se pronuncia como [dʒ].
- s
- h
- l
- m
- n
- (ny)
- ng
- l
- r
- w
- y

### Vocales
- a/ā
- i/ī
- u/ū

Diptongos: aw, uy, ay, iw

## Ejemplo:Himno nacional filipinoen joloano
Hula sin bangsa,

Filipinas pagnganan

Kalasahan ta,

Mutsa ha Subangan
Maharga katu in mga kamaasan

Yasag in dugu ba't hula b'yaugbugan
Dayn ha uttara sampay pa saytan

Dayn ha bud pa dagat

Kamahardikaan kakitaan

Baugbugan da sin raayat
Bituun-suga ha panji n'ya

In sinag pangdaugan

Bang man di' maka' in sahaya n'ya

Sampay pa kasaumulan
Malingkat ing hula ta iban limaya

Marayaw tuud paghulaan

Tantu, bang gubatun sin dugaing bangsa

Pa kamatay, subay baugbugan!